# Aleksandr Borodaj
Aleksandr Jur'evič Borodaj (in russo Алекса́ндр Ю́рьевич Борода́й?; in ucraino Олександр Юрійович Бородай?, Oleksandr Jurijovyč Boradaj; Mosca, 25 luglio 1972) è un politico russo, dal 2021 membro della Duma di Stato per il partito Russia Unita. È stato primo ministro dell'autoproclamata Repubblica Popolare di Doneck nel 2014.  In precedenza Borodaj, cittadino russo, aveva lavorato come consigliere politico di Sergej Aksënov, il primo ministro della Repubblica di Crimea.

## Biografia
Aleksandr Borodaj è nato a Mosca, figlio di Jurij Borodaj, studioso di filosofia. Si è laureato in filosofia all'Università Statale di Mosca, nel 1994 ha lavorato per la RIA Novosti come corrispondente militare durante la prima guerra cecena. Dal 1996 ha lavorato per il quotidiano Zavtra(Завтра -"Domani"), gestito dal giornalista Aleksandr Prochanov e apertamente antisemita tanto da indire pogrom contro gli ebrei.  Dal 1998 ha lavorato come "tecnologo politico" specializzato in elezioni. Dal 2001 ha diretto l'attività di consulenza "Sotsiomaster", specializzata nella gestione delle crisi. Borodaj e il futuro comandante militare della Repubblica Popolare di Doneck, Igor' Strelkov, erano stretti collaboratori di un uomo d'affari russo, nazionalista e di estrema destra, Konstantin Malofeev.
Nel dicembre 2011, Borodaj e Prochanov hanno co-fondato il canale "patriottico" della Web TV Den-TV ("Day"). La programmazione di Den-TV ha regolarmente incluso Konstantin Dušenov, precedentemente imprigionato per istigazione antisemita.

## Attività politica
Borodaj si definisce "consulente professionista" esperto di conflitti etnici. "Ho risolto tutti i tipi di complicate situazioni di conflitto", ha detto ai giornalisti. Nel 2002, secondo il quotidiano Moscow Times, ha anche respinto le notizie secondo cui era stato nominato vicedirettore del Servizio di sicurezza federale russo (FSB) come una bufala organizzata per il suo trentesimo compleanno.

### Crimea
Borodaj ha lavorato come consigliere del governatore nominato della Crimea Sergej Aksënov. Borodaj afferma di aver lavorato come “stratega politico” durante l'annessione della Crimea da parte della Russia e afferma che le forze politiche che hanno facilitato la conquista sono le stesse attive nella Repubblica Popolare di Doneck: "Naturalmente le persone che hanno istituito queste movimenti popolari e dove gli iniziatori sono le stesse persone, sono collegati tra loro... Quindi, quando ho finito il lavoro in Crimea, automaticamente... sono venuto qui per lavorare nel sud-est dell'Ucraina".

### Donetsk
A seguito del referendum sullo status del Doneck nel 2014, il 16 maggio 2014 Borodaj è stato nominato Primo Ministro della Repubblica Popolare di Doneck. Il 28 luglio 2014 Borodaj ha lasciato Donec'k per la Russia ed è tornato il 4 agosto.
In una conferenza stampa a Donec'k il 7 agosto 2014, Borodaj ha annunciato le sue dimissioni da Primo Ministro. In questa conferenza stampa ha dichiarato: “Sono venuto qui come gestore di crisi, uno start-upper, se volete. Sono riuscito a fare molto in questi mesi, il DPR è stato istituito come stato”. Ha anche affermato di ritenere che un "nativo moscovita" come lui non dovrebbe guidare la Repubblica Popolare di Doneck. Come primo ministro è stato sostituito da Aleksandr Zacharčenko con Borodaj vice primo ministro. Nel 2017 Borodaj ha sostenuto parlando alla Reuters  che Zacharčenko gli era subentrato nello sforzo del governo russo "di mostrare all'Occidente che la rivolta era un fenomeno di base".

### Russia
Nelle elezioni legislative russe del 2021 Borodaj è stato eletto alla Duma di Stato per il partito Russia Unita.
Il 7 novembre 2022, l'auto guidata da Borodaj è stata quasi colpita da una mina terrestre francese HPD-2A2 nell'oblast' di Cherson. Secondo quanto riferito, il veicolo di sicurezza davanti al suo è stato colpito dalla mina terrestre, facendo saltare i finestrini e le gomme. Il video mostrava un HPD-2A2 mimetizzato che il suo stesso veicolo ha mancato di "millimetri".

### Sanzioni
Il 23 febbraio 2022 è stato incluso negli elenchi delle sanzioni dei paesi dell'UE per azioni e politiche che minano l'integrità territoriale, la sovranità e l'indipendenza dell'Ucraina e destabilizzano ulteriormente l'Ucraina.
Il 24 febbraio 2022, è stato incluso nell'elenco delle sanzioni del Canada di "stretti collaboratori del regime" per aver votato per riconoscere l'indipendenza delle "cosiddette repubbliche di Doneck e Lugansk".
Il 24 marzo 2022, sullo sfondo dell'invasione russa dell'Ucraina , inclusa nella lista delle sanzioni statunitensi per "complicità nella guerra di Putin" e "sostegno agli sforzi del Cremlino per invadere l'Ucraina", il Dipartimento di Stato degli Stati Uniti ha affermato che i deputati della Duma di Stato usano i loro poteri per perseguitare dissidenti e oppositori politici, violare la libertà di informazione, limitare i diritti umani e le libertà fondamentali dei cittadini russi.
Successivamente, per ragioni simili, è stato incluso negli elenchi delle sanzioni di Australia, Ucraina e Nuova Zelanda. In precedenza, nel 2014, era stato sanzionato dal Giappone, nel 2020 dal Regno Unito.